# إيلين نوبل
إيلين نوبل (بالإنجليزية: Ellen Noble)‏ هي دراجة أمريكية، ولدت في 3 ديسمبر 1995 في كينبونكبورت في الولايات المتحدة.

## وصلات خارجية
- إيلين نوبل على موقع الاتحاد الدولي للدراجات (الإنجليزية)
- إيلين نوبل على موقع أرشيف الدراجات (الإنجليزية)
- إيلين نوبل على موقع إحصائيات الدراجات الإحترافية (الإنجليزية)
- إيلين نوبل على موقع نسبة الدراجات (الإنجليزية)
- إيلين نوبل على موقع CycleBase (الإنجليزية)
- إيلين نوبل على موقع MTB Data (الإنجليزية)